# 孫国強
孫 國強（そん こくきょう、スン・グオチャン、Sun GuoQiang 1974年10月11日 - ）は中華人民共和国の野球選手。ポジションは投手。右投右打。

## 来歴・人物
- 中国代表最ベテラン。実戦から一度遠ざかったものの、北京五輪で中国代表に選出される。
- 2009 ワールド・ベースボール・クラシック中国代表に選出され、2009 ワールド・ベースボール・クラシック A組では3戦すべてに登板。初戦の日本戦では、3点ビハインドで登板し、自責点は0だったもののボークで1点を失った（後述）。2戦目の台湾戦では、2点リードの7回2死から登板し、チームのWBC初勝利に貢献した、3戦目の韓国戦では先発のマウンドに上がったものの3回2/3イニング4失点で負け投手となってしまった。
- 前述のボークは投球モーションに入った流れでアンダースローから一塁への偽投という珍しいものであった。

## プレースタイル
- アンダースローに近いサイドハンドから140km/hを超える球を投げ込む中国球界の豪腕。
- 内角を攻めるスタイルが特徴で、スライダーやツーシームをインコースに投げ込む。
- スタミナはあまり期待できず、代表では中継ぎとして起用されることが多い。

## タイトル
- 最多奪三振 (2008年)